# Bousier sacré
Scarabaeus sacer
 (juillet 2023).
Si vous disposez d'ouvrages ou d'articles de référence ou si vous connaissez des sites web de qualité traitant du thème abordé ici, merci de compléter l'article en donnant les références utiles à sa vérifiabilité et en les liant à la section « Notes et références ».
Espèce
Le bousier sacré ou scarabée sacré (Scarabaeus sacer) est une espèce d'insectes coléoptères de la famille des Scarabaeidae.
Ce coléoptère coprophage a pour caractéristique de former des boules (souvent plusieurs fois plus grosses que lui) avec de la bouse et de les rouler vers un terrier afin d'y pondre un œuf. La larve se développe alors en se nourrissant de la matière ainsi mise à sa disposition.

## Répartition
Les bousiers sacrés sont présents dans la région méditerranéenne, presque toute l'Afrique, l'Asie Mineure et dans certaines parties de l'Amérique du Sud.

## Description

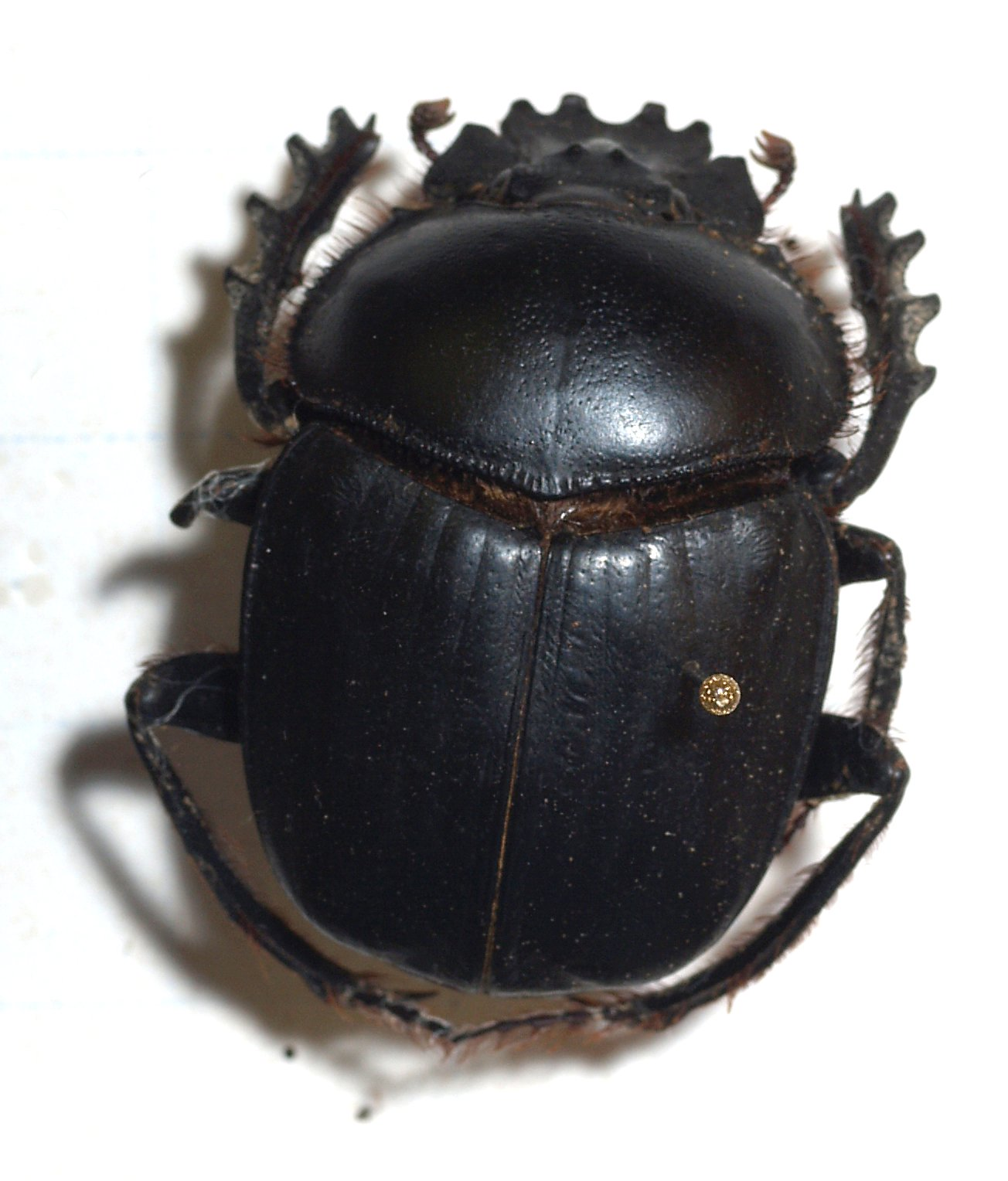

Le Scarabée sacré, tout de noir habillé, est le plus célèbre des bousiers.
Il mesure de 26 à 40 mm de long. Le corps est ovale et trapu.
Le chaperon, c'est-à-dire le bord de la tête, large et plate, est crénelé de six dentelures angulaires rangées en demi-cercle.  Dans l'ensemble, sa forme rappelle beaucoup une pelle. C'est là l'outil de fouille et de dépècement, le râteau qui soulève et rejette les fibres végétales non nutritives, va au meilleur, le ratisse et le rassemble.
Les antennes très courtes et rousses épanouissent leur éventail.
Le thorax est plus large que l'abdomen.
Les pattes avant sont semblables à la tête, plates et dentelées, afin qu'elles puissent bien être utilisées comme une pelle.

## Dans l’Égypte pharaonique

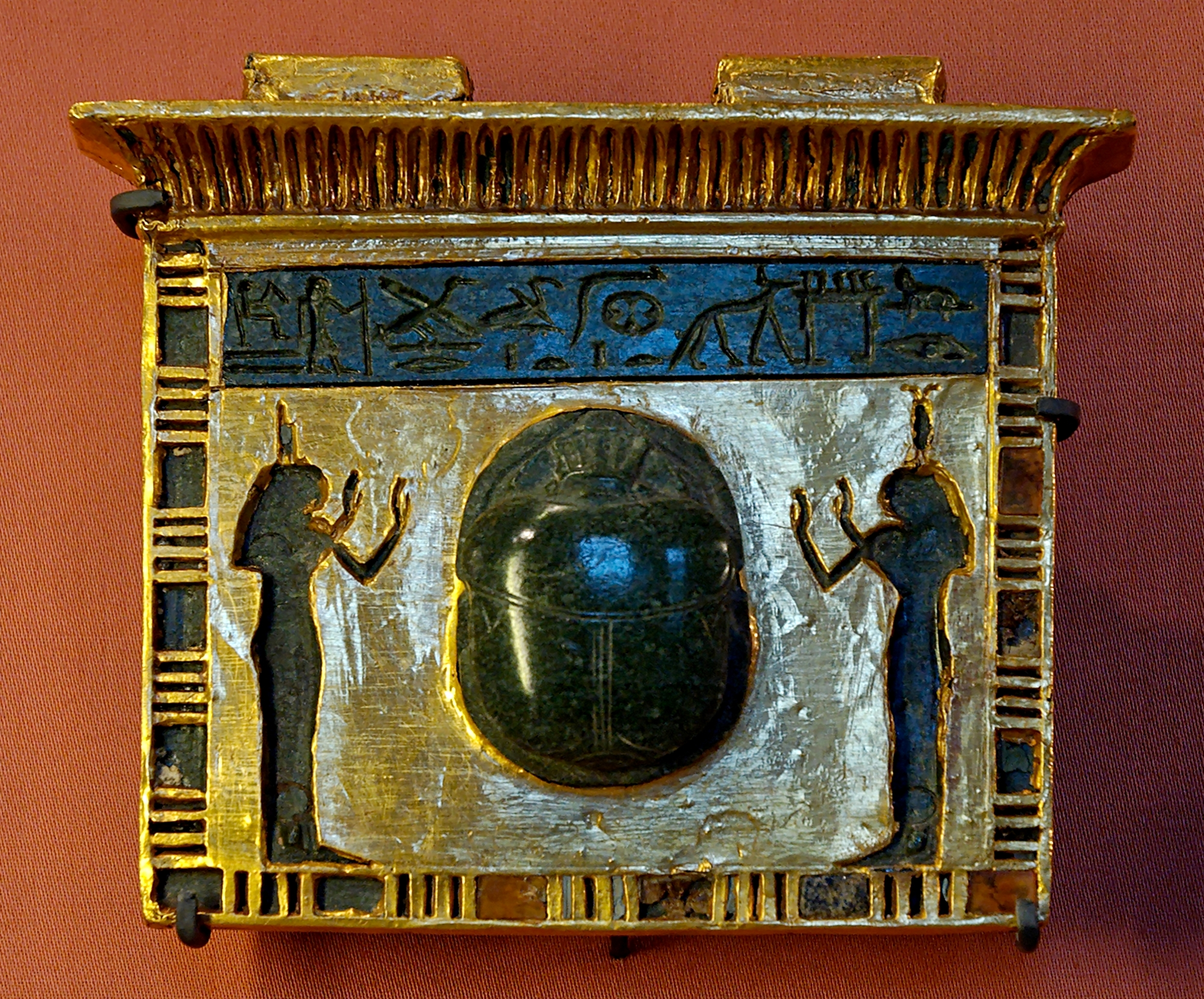
Un scarabée sur l’amulette du vizir Paser, membre de l’administration de Thèbes. Louvre.

L’Égypte a vénéré plusieurs espèces de scarabée, en particulier le Scarabaeus sacer.
Le hiéroglyphe pour « scarabée » est un trilitère phonétique que les égyptologues transcrivent par ḫpr et qui pourrait signifier « apparaître », « devenir » ou « se transformer ». Le mot dérivé ḫpr(w) est traduit indifféremment comme « forme », « transformation », « événement », « façon d’être » ou « ce qui est apparu », selon le contexte. Sa signification est tantôt concrète, fictionnelle ou ontologique.
Le sol de la vallée du Nil était enrichi tous les ans en éléments fertilisants (phosphore, potasse), mais l'azote lui faisait défaut. L'agriculteur rémunérait le pasteur pour bénéficier de la bouse des animaux qui apportait cet élément azoté. Les Égyptiens avaient probablement compris le rôle des scarabées qui fertilisaient le sol en dégradant et enfouissant les bouses. De plus, les Égyptiens pensaient que les ruminants transféraient leur puissance sacrée (fécondité de la vache, pouvoir créateur du bélier, force du taureau) aux bousiers qui se chargeaient de leurs excréments.
Le scarabée était consacré à Khépri (« Celui qui est apparu »), dieu du soleil levant. Les Anciens pensaient que les scarabées étaient des mâles et se reproduisaient en déposant leur semence dans une pelote d’excréments. L’autogenèse du scarabée leur paraissait faire écho à celle de Khépri, qui lui-même semble naître du néant. D’ailleurs, la pelote roulée par le bousier est un symbole du Soleil. Plutarque écrivit à ce sujet : « La race des scarabées n’a pas de femelles, tous les mâles projettent leur semence dans une pelote sphérique de débris qu’ils font rouler en la poussant d’un côté, exactement comme le Soleil semble pousser les cieux dans sa course, c’est-à-dire en sens inverse, d’ouest en est ».
Les anciens Égyptiens croyaient donc que Khépri faisait renaître le Soleil chaque matin, le roulait devant lui au-dessus de l’horizon et l’emportait dans l’autre monde, la nuit, pour ne le ramener qu’au matin suivant. Quelques sépultures royales du Nouvel Empire représentent le Soleil comme une triade, le scarabée représentant le soleil du matin. Le plafond astronomique du tombeau de Ramsès VI représente la mort nocturne et la renaissance du Soleil, avalé par la déesse du Ciel Nout, de son ventre en tant que Khépri. Une analogie a aussi pu être faite par les Égyptiens entre la coupe d'une bouse qui ressemble à une pyramide tronquée, la forme de la colline primordiale où a lieu la théophanie de ce dieu et la nymphe du scarabée dans la bouse qui évoque une momie.

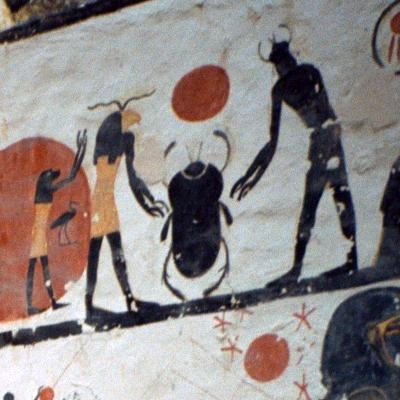
Un scarabée, peint sur les murs de la tombe KV6 dans la vallée des Rois

L’image du scarabée, traduisant le concept de transformation, de renouveau et de résurrection, est omniprésent dans l’art religieux et funéraire égyptien.
Les fouilles de sites égyptiens antiques ont mis au jour des effigies de scarabée en os, ivoire, pierre, faïence égyptienne et métaux précieux, allant de la VIe dynastie à la période romaine. Elles sont généralement petites, percées pour les enfiler sur un collier, et la base comporte une brève inscription ou cartouche. Certaines de ces statuettes ont été employées comme des sceaux. Les pharaons ont parfois ordonné la fabrication de plus grandes effigies avec les inscriptions prolixes telles que le scarabée commémoratif de la reine Tiyi. On peut admirer des sculptures massives de scarabées au temple de Louxor, au Sérapéum d'Alexandrie (cf. Sarapis) et ailleurs en Égypte.
Le scarabée était d’une importance essentielle dans le culte funéraire de l’Égypte antique. On déposait souvent (mais pas systématiquement) sur le buste des défunts des scarabées découpés dans de la malachite. L’exemple le plus célèbre de semblables « scarabées pectoraux » est peut-être le scarabée pectoral vert jaunâtre trouvé dans la chambre funéraire de Toutânkhamon, taillé dans un grand morceau de verre libyque. La fonction du « scarabée pectoral » était de s’assurer que le cœur ne témoignerait pas contre les défunts lors du jugement de l'âme du défunt par le dieu Osiris. D’autres interprétations sont suggérées par les « incantations de réincarnation » inscrites sur les sarcophages, qui affirment que l’âme des défunts peut se réincarner (ḫpr) en être humain, en dieu ou en oiseau, et ainsi renaître à la vie.

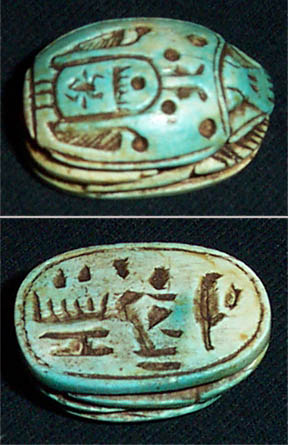
Une amulette de stéatite taillée en forme de scarabée (vers -550).

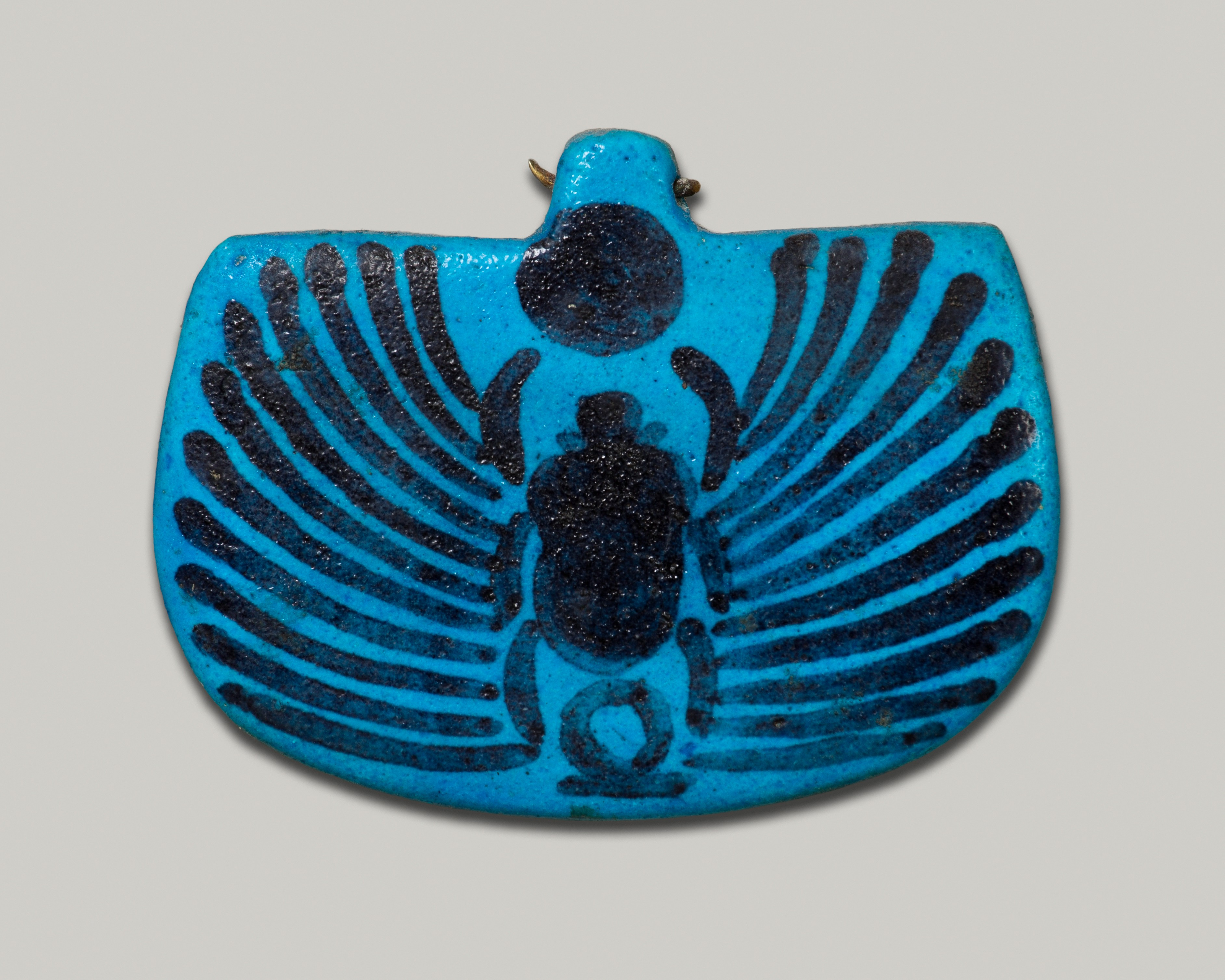
scarabée ailé pectoral de la princesse Nauny.

L'égyptologue britannique Carol Andrews évoque d’autres liens entre le culte du scarabée et la croyance à la métempsycose :
« On a dû se rendre compte que les chrysalides, dont les ailes et les jambes sont comme enveloppées dans un cocon à cette étape du développement, sont très semblables à des momies. On a aussi fait remarquer que la pelote de fumier dans laquelle les bousiers pondent leurs œufs est déposée dans une chambre souterraine à laquelle l’animal accède par un puits vertical et un passage horizontal, qui rappellent étrangement les premiers mastabas de l’Ancien Empire. »
Loin de l’associer aux rites funéraires, certains peuples voisins de l’Égypte antique ont adopté le scarabée comme motif pour des sceaux, dont les plus célèbres sont les sceaux LMLK de Judée sous le règne d'Ézéchias, utilisés pour l’estampage de jarres : huit des vingt-et-une statuettes représentaient des scarabées.
Le scarabée reste aujourd’hui un motif populaire dans l’orfèvrerie et la bijouterie de par la fascination contemporaine pour l’art et les croyances de l’Égypte antique. On trouve partout des colliers comportant des perles en porcelaine ou en pierres semi-précieuses à l’effigie du scarabée. À Louxor, un massif scarabée antique a été suspendu en hauteur pour éviter que les visiteurs superstitieux persistent à frotter la base de cette statue.

## Au cinéma
Le bousier est une des « vedettes » du film Microcosmos : Le Peuple de l'herbe de Claude Nuridsany et Marie Pérennou, sorti en 1996.